# Ghetto di Cagliari
(dall'epigrafe sopra l'antico ingresso della caserma San Carlo, sede dei Dragoni di Sardegna)
Il ghetto di Cagliari, impropriamente definito degli Ebrei, è un edificio storico della città di Cagliari, attuale sede di un centro culturale-museale. Sorge sul bastione di Santa Croce, tra la via omonima e il Cammino Nuovo, con ingresso sulla via Santa Croce. Si trova a picco sulle mura di cinta del quartiere di Castello.
Esso nacque nel 1738 come caserma militare e fu la sede principale del corpo dei Dragoni di Sardegna.

## Storia

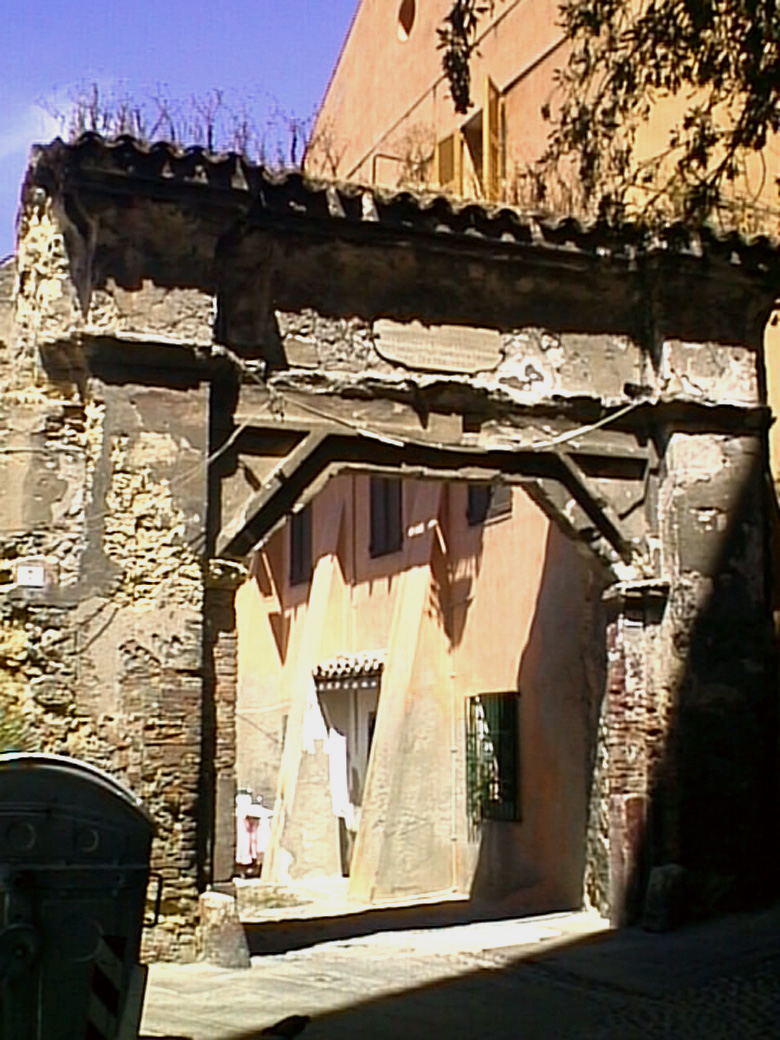
L'antico accesso alla caserma San Carlo

La caserma venne edificata in epoca sabauda per volontà del viceré Carlo di Rivarolo, nel 1738, sull'area sovrastante il bastione di Santa Croce, e intitolata a san Carlo in onore del sovrano allora regnante, Carlo Emanuele III di Savoia.
L'edificio fu progettato dagli ingegneri militari piemontesi Felice de Vincenti e Augusto della Vallée per ospitare il reparto dei Dragoni di Sardegna. Nel 1863 la caserma, nota come Caserma San Carlo, conteneva più di 300 uomini e 40 cavalli, alloggi per veterani, scuderie dei Carabinieri, magazzini del Genio e l'Intendenza militare. Alla fine del XIX secolo, smessa la funzione militare, la caserma diventò realmente un piccolo "ghetto", all'interno del quale trovarono alloggio diverse famiglie povere. Inevitabilmente l'area fu soggetta a degrado, ma a dare il colpo di grazia furono i bombardamenti del '43, che procurarono gravi danni alla struttura. Subito dopo la guerra la caserma tornò ad ospitare abitazioni private e ancora oggi ne esistono, nella parte dell'edificio a cui si accede tramite il portico sopra il quale si trova l'epigrafe con la data di costruzione della caserma. Nel 2000, dopo un lungo restauro, la ex caserma San Carlo è stata riaperta per ospitare il centro culturale conosciuto come "Il Ghetto".
L'errata denominazione di "Ghetto degli Ebrei" deriva dal fatto che poco più avanti realmente esisteva il quartiere dove essi abitavano, zona delimitata fra la via Santa Croce e la via Stretta.

## La comunità ebraica

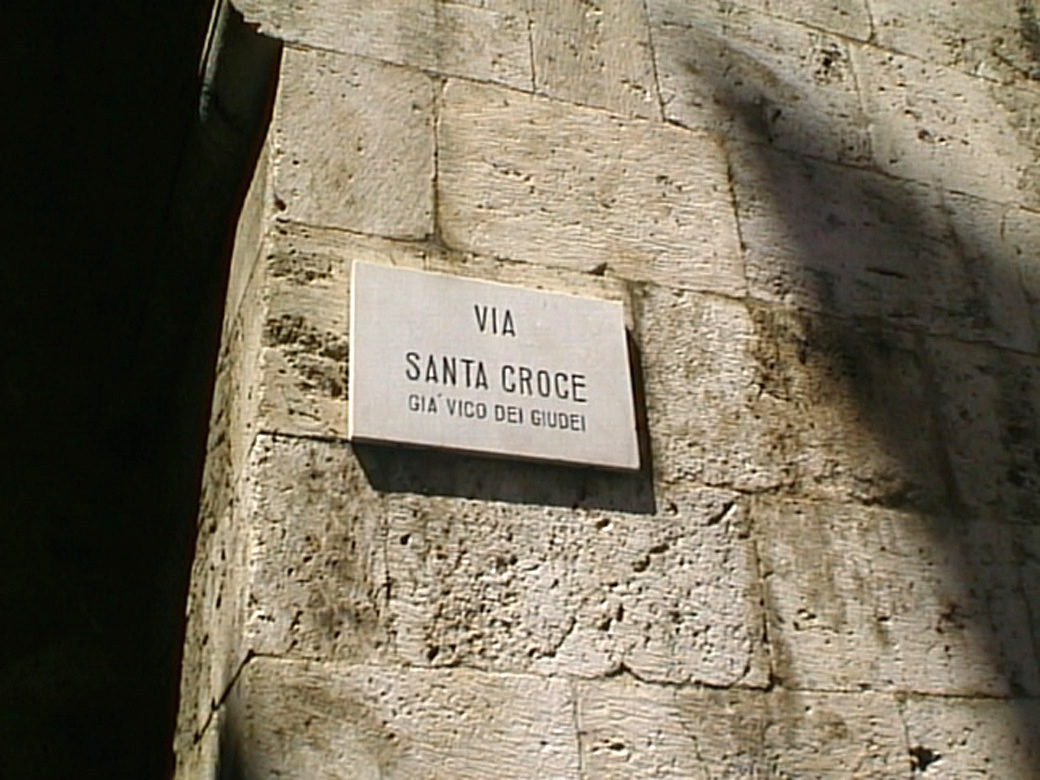
Targa che ricorda l'antica denominazione della via Santa Croce

La zona bassa del Castello dove sorge anche il "ghetto", ospitò nel medioevo la comunità ebraica di Cagliari. Oggi si individua il quartiere ebraico, la cosiddetta Giudaria, negli isolati compresi tra la via Santa Croce, anticamente il vicus Iudeorum, e la via Stretta. In quest'area sorgeva anche la Sinagoga, in seguito soppiantata dalla basilica di Santa Croce.
Una piccola comunità di ebrei pisani era presente in Castello già nel XIII secolo. Con la conquista aragonese e la cacciata dei pisani, nella giudaria di Castello si insediò una comunità ebraica di origini iberiche.
Un ghetto ebraico a Cagliari, sul modello del ghetto di Venezia, istituito nel 1516, non è mai esistito, perché gli ebrei vennero scacciati dalla città, come da ogni possedimento spagnolo, nel 1492, anno che di fatto pose termine alla storia della piccola comunità ebraica di Cagliari.